# Allium schubertii
Allium schubertii — вид трав'янистих рослин родини амарилісові (Amaryllidaceae), поширений у східному Середземномор'ї.

## Опис
Цибулина діаметром 3–5 см; зовнішня туніка коричнева. Стебло 30–60 см, прямостійне, кремезне, порожнисте. Листків 4–8, 5–7 см завширшки, плоскі, стрічкоподібні-янцеподібні, ± хвилеподібні та злегка шорсткі на краю. Зонтик від напівсферичного до майже круглого, діаметром 10–40 см, багатоквітковий, полігамний. Квітоніжки пурпурові, жорсткі, потовщені на верхівці, дуже нерівні, 3–20 см; квітки на найдовших квітконіжках, як правило, стерильні, тичинкові, зазвичай зі зменшеною зав'яззю, рідко гермафродити. Оцвітина зіркоподібна; сегменти від рожево-бузкового до пурпурного забарвлення, ланцетні, 7–9 мм, підгострі. Пиляки блідо-жовті. Коробочка 6–8 мм.

## Поширення
Населяє східне Середземномор'я — Ізраїль, Палестина (Західний берег), Йорданія, Ліван, зх. Сирія та сх. Анатолія (Туреччина); єдиний запис із північно-східної Лівії потребує підтвердження..
Цей вид трапляється на 200–2800 м і мешкає між чагарниками на алювіальних і терасових ґрунтах.

## Загрози та охорона
Скорочення чисельності населення відбулося через втрату середовища проживання та порушення від розвитку сільського господарства.
Деякі популяції перебувають у захищених районах; знайдені в заповідниках Дана, Альжур та Ярноук у Йорданії; жодного в Лівані, і лише декілька в Ізраїлі.

## Використання
Декоративна рослина, яка широко культивується.